# El Pertús
|  | Aquest article tracta sobre la població catalana del Pertús. Vegeu-ne altres significats a «Pertús». |

El Pertús (([əlpər'tus] / [əlpur'tus], oficialment en francès Le Perthus) o el Portús (forma oficial al Principat de Catalunya), és un poble i comuna nord-catalana del Vallespir, situada en el coll del mateix nom. Forma nucli urbà conjuntament amb el barri del Portús (antigament anomenat els Límits), del municipi alt-empordanès de la Jonquera. Juntament amb l'Albera i les Cluses constitueix l'extrem oriental de la comarca vallespirenca.
Fins al 1836, el Pertús estava inclòs en els termes comunals de l'Albera i de les Cluses (el camí ral, l'actual carretera, formava el límit de les dues comunes), i hi havia l'única escola pública de tota la comuna de l'Albera.

## Etimologia
La forma portús no és més que una deformació de pertús per influència de port, però l'origen del mot no es troba en aquesta darrera paraula, sinó en pertusum (foradat, trencat). Curiosament, és un dels pocs topònims catalans que no són inclosos per Joan Coromines en el seu Onomasticon Cataloniae.
L'any 2002 la Generalitat de Catalunya va instar l'Ajuntament de la Jonquera a fixar una denominació oficial per a la part del poble del Pertús situada en territori administrativament català del sud. Seguint el consell de l'Institut Cartogràfic Nacional de Catalunya, i amb la finalitat d'incloure el nom oficial d'aquest barri en el Nomenclàtor Oficial de Toponímia de Catalunya, es va aprovar el nom del Portús en el Ple del 28 de novembre del 2002. De fet el Portús és el nom que tradicionalment ha rebut el port de muntanya que separa alhora les dues conques hidrogràfiques i les comarques del Vallespir i l'Alt Empordà, nom que ja es troba a la fi del segle xvi. Anteriorment, amb un topònim artificial heretat del segle xix es coneixia aquest barri amb el nom oficial de Los Límites, modernament traduït com els Límits (de la Jonquera).

## Geografia

### Localització i característiques generals

Situació de la comuna del Pertús en el Vallespir

El terme comunal del Pertús, de 42.700 hectàrees d'extensió, és quasi a l'extrem est de la comarca del Vallespir, subcomarca de l'Albera, al límit amb el Rosselló i l'Alt Empordà; és l'extrem meridional de la Catalunya del Nord. Consta d'un sol nucli, antigament pertanyent al terme comunal de l'Albera, de la qual es va segregar el 1832. A part d'aquest nucli únic, cal comptar amb el fort o castell de Bellaguarda, en el qual hi ha hagut tradicionalment, en els darrers 350 anys, una important guarnició militar, que arribava a formar un segon nucli de població de la comuna del Pertús. Cal tenir en compte, a més que un tros del nucli urbà actual, situat al sud-est del poble, pertany al terme municipal de la Jonquera, de la comarca de l'Alt Empordà.
En el poble del Pertús hi havia les amples instal·lacions duaneres que controlaven el pas de la frontera: les franceses fora del poble, al nord, a la dreta de la Roma, davant del cementiri municipal, i les espanyoles al sud, a tocar de les darreres edificacions, en aquest cas comercials, del barri de la Jonquera. Avui dia el seu ús és molt minso, atès el canvi que hi va haver en el tracte del trànsit fronterer a ran de la constitució de la Unió Europea. Les instal·lacions equivalents a l'autopista són totalment en terme del Pertús, quasi a l'extrem nord del terme comunal, just a sota del Monument a Catalunya.
El pas del Pertús, o Portús, és el més baix dels Pirineus Orientals, fet que explica que les principals vies de comunicació travessin la serralada per aquest punt. Encara que el poble és al sud del pas (el qual, pròpiament, és al capdamunt del poble), és compartit entre les comarques de l'Alt Empordà i del Vallespir, a fi que l'estat francès guardi la sobirania del Castell de Bellaguarda, que controlava el pas fronterer i tenia, sobretot a l'Edat Moderna, un alt valor estratègic.
| Les Cluses           |             |          |
| Morellàs i les Illes |             | L'Albera |
|                      | La Jonquera |          |

### El poble del Pertús
El poble del Pertús està situat a l'extrem del terme, a l'est del seu centre, però cal tenir en compte que la comuna té una forma d'arc convex, la població no és a l'extrem sud del terme, lloc que està ocupat pel Coll de Panissars, amb el fort o Castell de Bellaguarda a llevant i les ruïnes del priorat de Santa Maria de Panissars, sinó en un punt situat sensiblement al nord-est de l'extrem sud.
El poble del Pertús ha desenvolupat en els darrers quaranta anys un nou barri de cases unifamiliars al nord-oest del nucli urbà, darrere de l'església parroquial de Sant Lluís del Pertús, en les terres que foren del Mas Rimbau.
A l'extrem meridional del poble, encara dins de l'estat francès, i ran del costat oest de la carretera, hi ha la fita transfronterera número 574, que pertany al grup de les piràmides del 1764, en aquest cas amb els escuts gravats dels dos estats. Davant per davant, al costat oriental, hi ha la 575, del mateix model anterior. Entre les dues, unes marques gravades i pintades a terra formen la fita 574 bis. La 576 és més amunt, al costat est de la carretera, just on hi arriba un antic camí i torrent, ara Carrer de la Comtessa, que constitueix el termenal allunyant-se de la carretera cap al nord-est. 140 metres més amunt pel mateix carrer hi ha la 577.

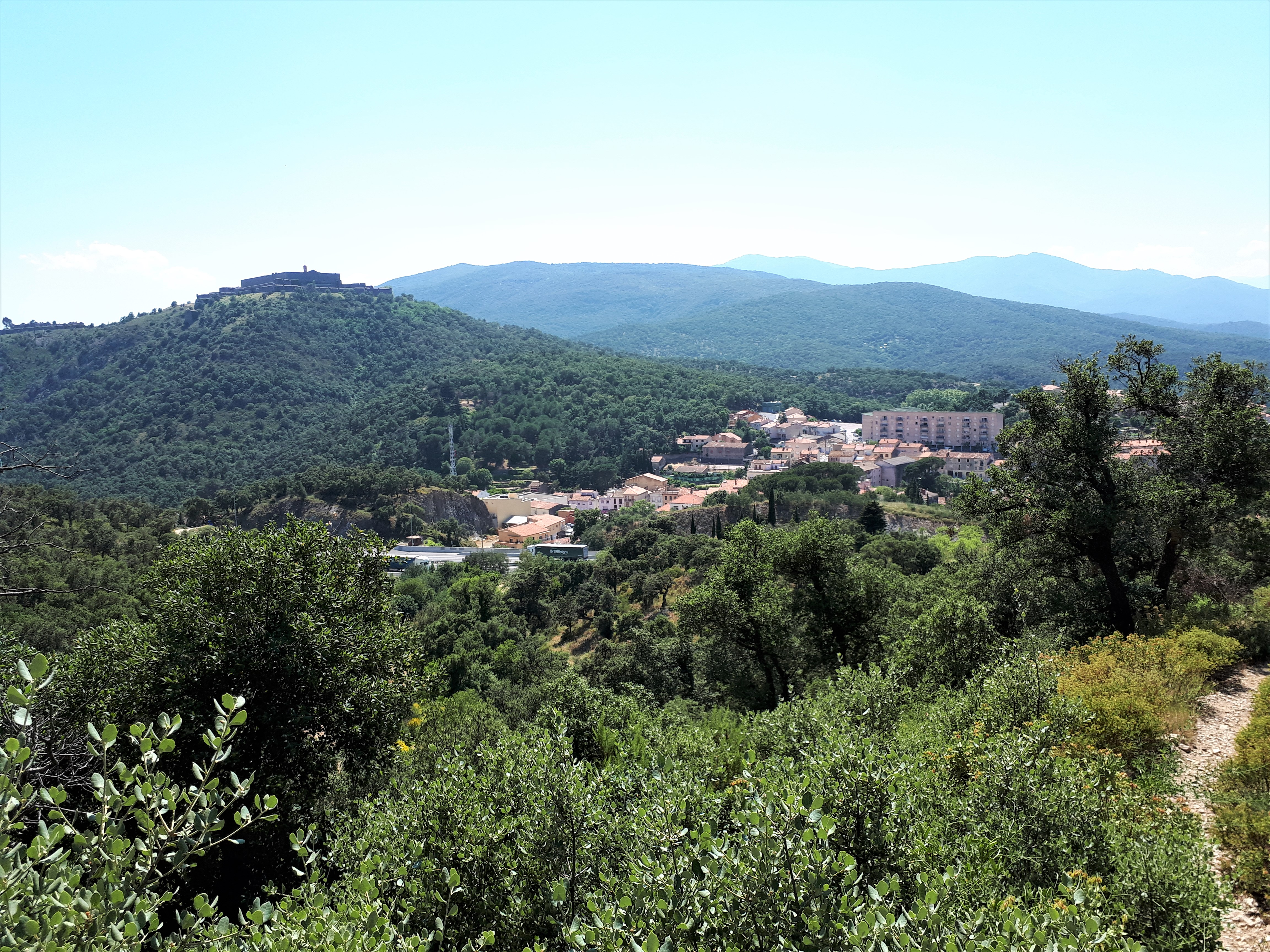
El Castell de Bellaguarda

### El Castell de Bellaguarda i el Coll de Panissars
A l'extrem meridional del terme, en el sector sud-oest, hi ha el fort o Castell de Bellaguarda, construït com a fortificació d'època moderna sota la direcció de Sébastien Le Prestre de Vauban entre 1677 i 1688 substituint el vell castell de Bellaguarda, del segle xv. Aquest fort, o castell, ha estat una important guarnició militar de l'exèrcit francès fins ben recentment. A prop seu, al sud-oest, hi ha el Coll de Panissars, amb les restes del priorat i hospital benedictí de Santa Maria de Panissars.

### El Monument a Catalunya
Entre el 1974 i el 1977 la Societat de l'Autopista la Catalana va construir el Monument a Catalunya, que fou encarregat al prestigiós arquitecte Ricard Bofill. Està situat al costat de la zona duanera de l'autopista, ara en clar desús, a l'extrem nord del terme del Pertús. Té forma de piràmide, amb una gran escalinata per accedir a la part alta, on hi ha les quatre barres representades amb maons.

### Els masos del terme

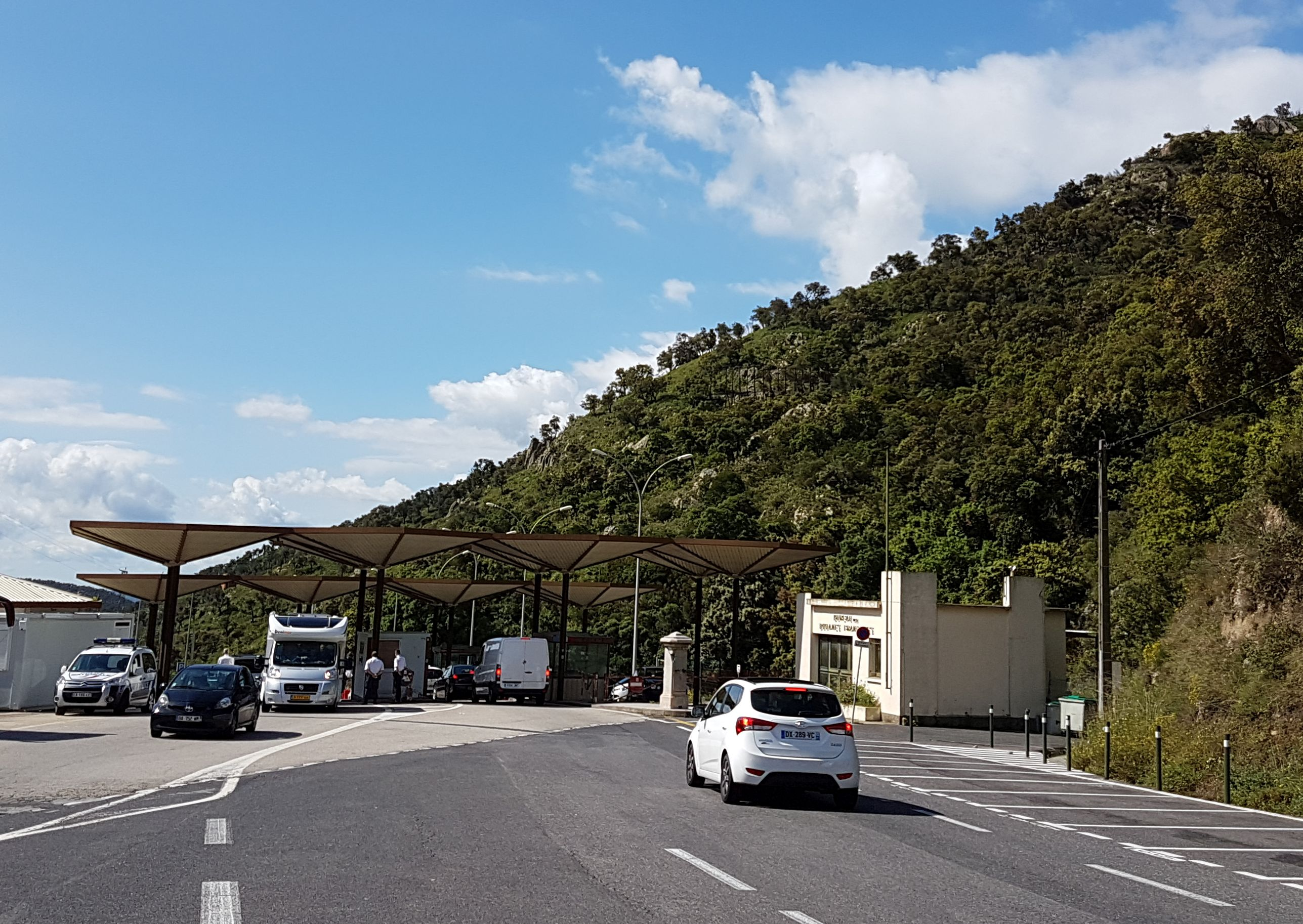
La duana a la carretera general

Els masos i les construccions aïllades del terme del Pertús són: la Barraca Castellana, el Casot d'en Cama de Palla, el Corral, el Mas del Colomer (en ruïnes), el Mas dels Assolanells, el Mas de Panissars i el Mas Rimbau, o Castell Azemar. A més, cal comptar els vestigis romans i medievals de Panissars, així com els elements de les fortificacions d'època moderna: el Castell de Bellaguarda, el Fortí de Bellaguarda, la Torre o Reducte del Pertús, la Torre del Diable, o Torre o Reducte del Precipici, i la Torre o Reducte de Panissars. A part, com a construccions aïllades, cal tenir en compte la Duana de la carretera general i la Duana Francesa i la Duana Espanyola de l'Autopista., al costat de les quals hi ha la Piràmide o Monument a Catalunya.
En el Cadastre napoleònic del 1812 apareixen únicament el Mas d'en Panissars, el Mas Rimbau, a part d'una trentena curta de cases en el nucli urbà.

### Hidrografia
El petit terme del Pertús té un sol curs d'aigua important, el qual recull l'aportació de tot de còrrecs de muntanya. El riu és la Roma, i els còrrecs, el Còrrec, abans Còrrec de les Fontetes, el Còrrec de Gorja Negra, el Còrrec o Rec de la Font, el Còrrec o Rec de la Freixa, el Còrrec de la Roureda, el Còrrec o Rec del Blat Negre, el Còrrec del Camp de les Forques, el del Cementiri, el del Colomer, el de les Perdigueres, el del Fort de Bellaguarda, el del Mas d'en Bardes, el dels Estanys, el dels Miquelets, el de Santa Caterina, el Rec de la Pava, el de les Palleres i el del Forn. Cal comptar, a més, just l'extrem occidental de la Ribera de l'Albera, el tram final de la qual marca els límits comunals del Pertús i de l'Albera.
Diverses fonts es troben al Pertús: la Font de la Roureda i la Font Rovillada del Pont Nou (avui dia desaparegudes), la del Colomer, la del Còrrec, la del Molinàs, la dels Cantoners, la dels Miquelets, la de Sant Agustí, la de Santa Maria, la Font Militar i la Font Rovillada (diferent de l'anterior).
La Roma és en el tram del Pertús un riu de muntanya, profund i accidentat. S'hi troben diversos gorgs: Gorg del Molí, de l'Olla, del Sergent, dels Cavalls, dels Tres Nadaires, d'en Tubert i Gorg Llarg.

### Orografia
Al Pertús hi ha uns quants topònims que indiquen formes de relleu, com bacs: Bac de la Pava i Bac de la Puja; colls i collades: Coll de la Comtessa, Coll de la Torre, Coll de les Trinxeres, Coll del Pertús i Coll de Panissars; muntanyes: el Pic de la Puja i el Puigmal; i serres: Serrat de la Torre.

### El terme comunal
El terme del Pertús no té un nombre gaire elevat de partides o indrets específics del terme: l'Abat, abans les Vinyes de l'Abat, els Assolanells, la Bassa, el Camp de la Pava, el Camp Llarg, la Gorja Negra, el Niu del Duc, Panissars, Perdigueres, Prat Massot, el Priorat, el Rimbau i el Roc Foradat. A part, cal esmentar l'Àrea del Pertús i les fites termenals, esmentades a continuació.
En el Cadastre napoleònic del 1812 el terme del Pertús, recentment segregat en part de les Cluses i en part de l'Albera, consten les partides de Perdigueres, al nord, el Niu del Duc, just a migdia de l'anterior, Panissars a l'extrem occidental, Rimbaut, al costat occidental del poble, el Priorat, al sud del terme i del poble, amb el Fort de Bellaguarda dins seu, el Bac de la Pava a l'extrem nord-est del terme, les Vinyes de l'Abat al centre del sector de llevant de la comuna i Puig Moll i el Camp Llarg al seu sector sud-est. En aquest mateix cadastre, a l'extrem sud-oest del nucli urbà hi ha destacat el Llatzeret, actualment desaparegut (en el seu lloc es troben els carrerons de Beausoleil i de la Gendarmeria, l'edifici de correus i alguns espais comercials), al costat sud-oriental del qual hi havia les fites frontereres i la barrera corresponent al pas fronterer.

### Fites frontereres
El terme del Pertús és un dels que té més fites frontereres: 16. De la número 567 fins a la 581, amb una de numeració repetida al mig, totes fent de termenal amb la Jonquera. Al Coll de Panissars i entorns immediats n'hi ha tres; la 567, la 567 bis i la 568. La primera és a l'oest de les ruïnes del priorat de Santa Maria de Panissars i al costat de la mateixa Via Domícia; es tracta d'una piràmide feta el 1764, data en què es feren també les altres piràmides que es troben en el terme del Pertús. Té, com les altres, pintat el número de la fita damunt d'un marc blanc, ben visible. La 567 bis és una fita quadrangular grossa, amb el capçal piramidal, situada aproximadament a la meitat de la distància entre la 567 i la 568. La 568, una altra fita piramidal del 1764, està situada a pocs metres d'una torre pertanyent a les defenses del baluard de Panissars. La 569 és com la 567 bis, i està situada a ran del cementiri del Coll de Panissars, a l'extrem de llevant d'aquest coll. Les 570, 571, 572 i 573 són en el contrafort est de la muntanya de Panissars, baixant pel dret en línia recta cap a l'est de primer fins a sota de l'extrem de llevant del baluard del castell allí existent, i després torcent al nord-est fins a la fita 574, que ja és a baix el poble del Pertús, al seu extrem meridional. La fita 574 és, doncs, en el mateix aparcament a peu de carretera del sud de la població, just al nord de les antigues instal·lacions duaneres allí existents, en el costat oest de la carretera. És un pilar de planta quadrangular, amb la data i els escuts dels estats. Just al davant, a la vorera est, hi ha la fita 575, exactament igual que la 574. Entre les dues hi ha, a la calçada de la mateixa carretera, uns senyals i una placa amb el número 574 són la fita 574 bis.
Seguint la carretera cap al nord, 445 metres més amunt arriba des del nord-est el Còrrec de la Comtessa, avui dia tapat i urbanitzat, convertit en carrer, amb el mateix nom que el torrent. La fita 576, que abans es trobava a la mateixa llera del curs d'aigua, al lloc abans esmentat Fons de l'Horta, ara és a la vorera mateixa de la carretera. Seguint aquest carrer cap al nord-est, a 140 metres hi ha la fita 577, o del Peirotó; és piramidal i està restaurada i tota pintada, llevat del número de la fita. Deixant ja el carrer i seguint el Còrrec de la Comtessa aigües amunt, es passa per sota de l'autopista i a uns 200 metres hi ha una piràmide nova, marcada amb el número de fita 577 I, o de les Fontanelles. Continuant en direcció nord-est, en 45 metres més hom arriba a la fita 578, situada al Coll de la Torre, on hi ha el Piló de Baix. La fita 579 és a l'extrem sud de la serra del Puigmal. És una altra de les piràmides del 1764, i es troba en una elevació situada a quasi 200 metres al nord-oest de l'anterior. En aquest punt la línia fronterera reprèn la carena principal dels Pirineus, que ja no deixa fins a la Cova Foradada, al límit dels termes de Cervera de la Marenda i de Portbou.
Encara dins del terme del Pertús hi ha tres fites més: la 579 bis, a la serra de Puigmal, la 580 és al Coll de la Comtessa, de la mateixa serra del Puigmal, on la línia va emprenent la direcció sud-est i la 581 a la Collada del Pla de l'Arca, en el vessant oest del Pic de la Puja.

## Transports i comunicacions
El Pertús, a causa del pas de dues grans vies de comunicació pel seu terme, s'han convertit en un punt vital en la comunicació transfronterera. Pel centre del petit nucli de població, l'avinguda de França, discorre, en el seu tram final, la carretera departamental D900, antigament RN9. Igualment passa ran del poble, elevada a llevant de la població, l'A7, la Catalana. Dues carreteres importants en un poble, i un terme comunal, petit, fan que adquireixen un paper paisatgístic de primer ordre, de manera que el poble en si queda arraulit entre els pilars faraònics de l'autopista i l'intens trànsit de la carretera que el travessa.

### Vies de comunicació de l'antiguitat

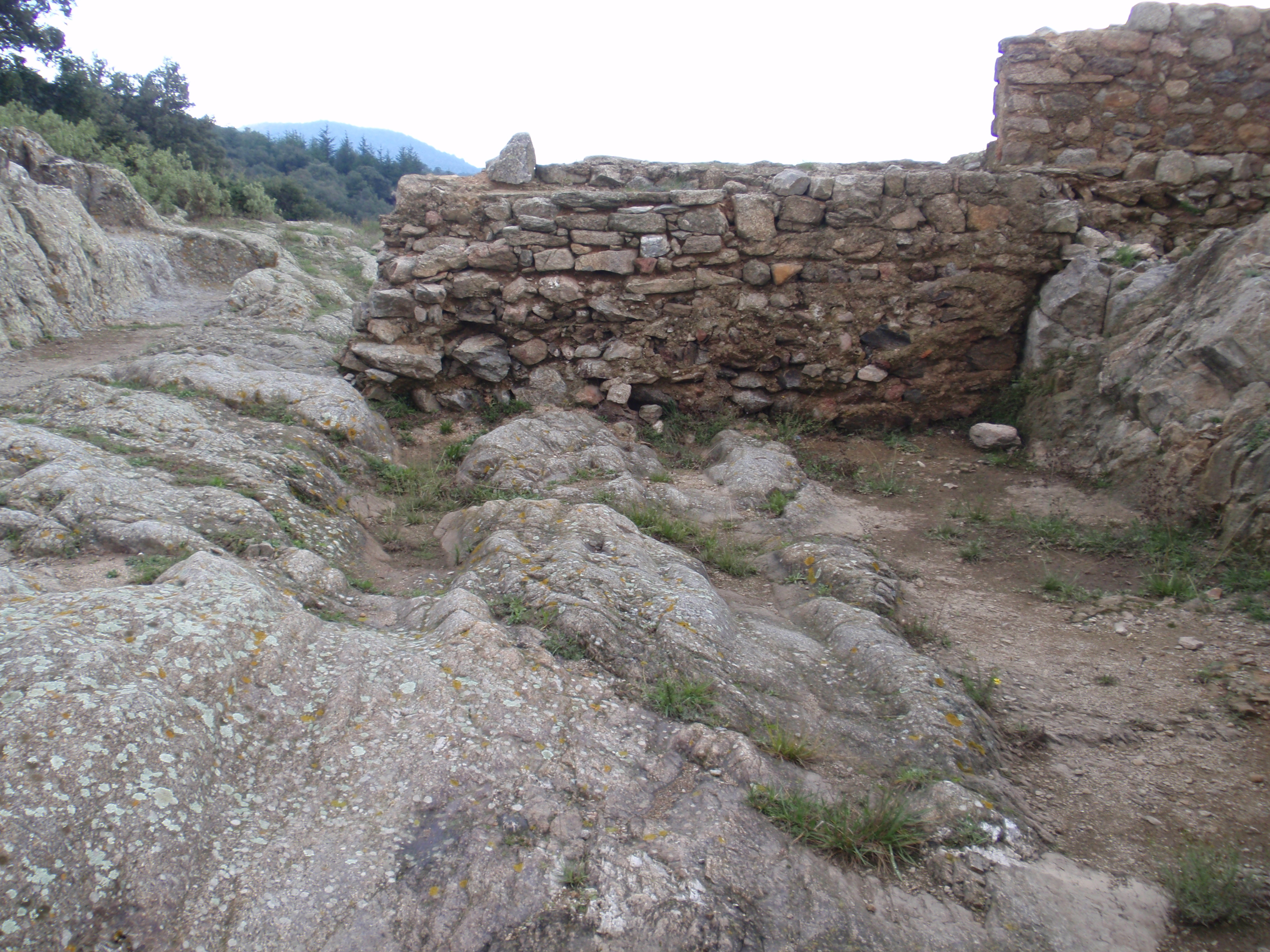
La Via Domícia ran de les restes romanes de Panissars

La Via Domícia, després de travessar la carena dels Pirineus al Coll de Panissars, entrava a la Gàl·lia per l'actual terme del Pertús. En aquell lloc es va construir el Trofeu de Pompeu, els fonaments del qual es troben entre les restes del priorat benedictí i hospital de Santa Maria de Panissars; dues terceres parts d'aquestes restes són dins del terme del Pertús, mentre que el terç restant és dins del de la Jonquera. L'estació ad summum Pyraenum era uns 200 metres cap a migdia, en territori actualment de la Jonquera, mentre que el temple romà era al cim de la carena. En alguns llocs assoleix els 5,15 metres d'amplada, en el tram del coll. D'aquest temple, el Trofeu de Pompeu, erigit l'any 71 abans de la nostra era, se'n conserven dos fragments de fonaments tallats en la roca en forma de paral·lelepípede, amb alçades variables: d'1,70 m a llevant fins a 6,40 a ponent. En un d'ells, el de l'est, es conserven algunes filades de carreus de pedra, damunt del fonament. Aquests fonaments buidats a la roca assoleixen una superfície de 36,70 x 30,84 m. Es tractava, doncs, d'una edificació de volum considerable, que no s'ha conservat perquè les seves pedres ja foren utilitzades a l'antiguitat tardana i a l'alta edat mitjana per a la construcció del Castell de la Clusa, tant del cos situat a la Clusa d'Amunt com de l'anomenat Castell dels Moros. Més tard, fou el priorat i hospital de Santa Maria de Panissars qui n'aprofità les restes, per a bastir un edifici del segle xi. Finalment, bona part de les pedres que quedaven del Trofeu de Pompeu, així com les del priorat i hospital, serviren, el segle xvii, per a la construcció del veí Castell de Bellaguarda, per la qual cosa el lloc va quedar molt desfet. Les excavacions arqueològiques van mostrar, encara, una mica al nord del coll, restes de, almenys, dos altres edificis, més petits, amb nombrosos fragments de ceràmica romana, sobretot vasos, que contenien molts grafits i d'àmfores amb els timbres del lloc de fabricació.
Des del coll cap al nord la via assoleix una amplada entre 4,4 i 5 metres, segons els trams conservats. Deixava enrere el Trofeu de Pompeu en direcció nord, cap al Mas de Panissars, les ruïnes del qual encara existeixen uns 100 metres al nord del coll. Encara cap al nord, anava baixant a buscar el Còrrec o Rec de la Freixa, passant a prop de la Font dels Miquelets i després travessant el Còrrec del Mas Bardes; seguia fins a l'afluència del Còrrec del Fort de Bellaguarda, que remuntava cap a l'est fins a prop de l'actual Mas Rimbau, l'antic Castell Azemar; tot seguit, acabava de baixar cap a llevant passant pel Coll del Pertús, des d'on davallava a travessar la Roma al lloc on ara es troba el camp de futbol del Pertús, on hi havia un petit pont, el Pont del Piló, i el camí seguia per la riba dreta de la Roma fins al Niu del Duc, des d'on continuava fins al Prat Massot, ja en terme de les Cluses, actualment.

### Carreteres
Les carreteres que solquen el terme comunal del Pertús, tanmateix són només tres: l'A9 (Aurenja - el Pertús), anomenada la Catalana, que enllaça cap al sud amb l'autopista sud-catalana A-7. D'altra banda, la D900 (Salses - el Pertús), que té també continuïtat cap a l'interior de la Catalunya del sud per la carretera N-II. Finalment, surt cap a llevant, i torna de la mateixa direcció una mica més al sud, la carretera D71 (D900, al Pertús - El Pertús). Aquesta darrera carretera enllaça el Pertús amb l'Albera, mentre que les altres dues, especialment la D900, uneix el Pertús amb la resta de la Catalunya del Nord.
A l'hora de travessar el traçat sinuós de la Roma, es troben en el terme del Portús diversos ponts, tots ells de considerable alçària: el Pont Vell, el Pont Nou, el Pont d'Espanya (nom antic, en desús), el Pont de Santa Maria i el Pont del Piló, del qual només queden alguns vestigis. També hi ha un passallís, o gual.

### Ferroviària
Si bé la línia de trens del TGV travessa el terme del Pertús, no hi té cap estació, atès que el traçat enfila el túnel de l'Albera. Aquest túnel passa exactament per sota del Castell de Bellaguarda i del nou barri del Mas Rimbau. La més propera és Perpinyà.

### Transport col·lectiu per carretera
El Pertús compta amb transport en autobús gràcies a la línia 301 de Le bus à 1 €, servei departamental. Aquesta línia relliga Perpinyà, el Voló, les Cluses i el Pertús en un trajecte, des del Pertús, de 10 minuts fins a les Cluses, 20 fins al Voló i una hora i tres quarts fins a Perpinyà. L'autobús circula quatre vegades al dia en cada direcció, de dilluns a dissabte; diumenge i festius, sense servei.

### Els camins del terme
En un terme orogràficament tan accidentat com el del Pertús, no són gaires els camins que el travessen: Camí de la Font del Molinàs, Camí de l'Albera, Camí del Mas d'en Bardes, Camí del Mas d'en Resta, Camí del Molí, Camí de Montesquiu, Ruta de Bellaguarda, Ruta de la Clusa d'Amunt, Ruta de les Carboneres, Ruta de Panissars i Ruta estratègica de la Puja. D'altra banda, hi ha les carreteres i autopistes: la Catalana, la Ruta del Voló i la Ruta de Sant Joan.

## Activitats econòmiques
En l'actualitat, la principal activitat econòmica del Pertús és la comercial, ja que ha esdevingut un poderós atractiu en aquest sentit tant per als turistes que procedeixen del nord com per als del sud. Fa una trentena d'anys, una activitat que ocupava força mà d'obra era la derivada de la duana: agències de canvi i de tràmits duaners, etc. Ara aquesta darrera activitat ha quedat molt reduïda, i gairebé tot se centra en el comerç i la circulació de visitants ocasionals. L'activitat tradicional, molt en regressió, havia estat la derivada de l'explotació del suro: les alzines sureres ocupen pràcticament tota la muntanya del Pertús. L'agricultura té una presència mínima: 8 ha dedicades a explotacions agrícoles, 4 a vinya i tan sols 2 d'arbres fruiters.

## Història

### Edat Antiga

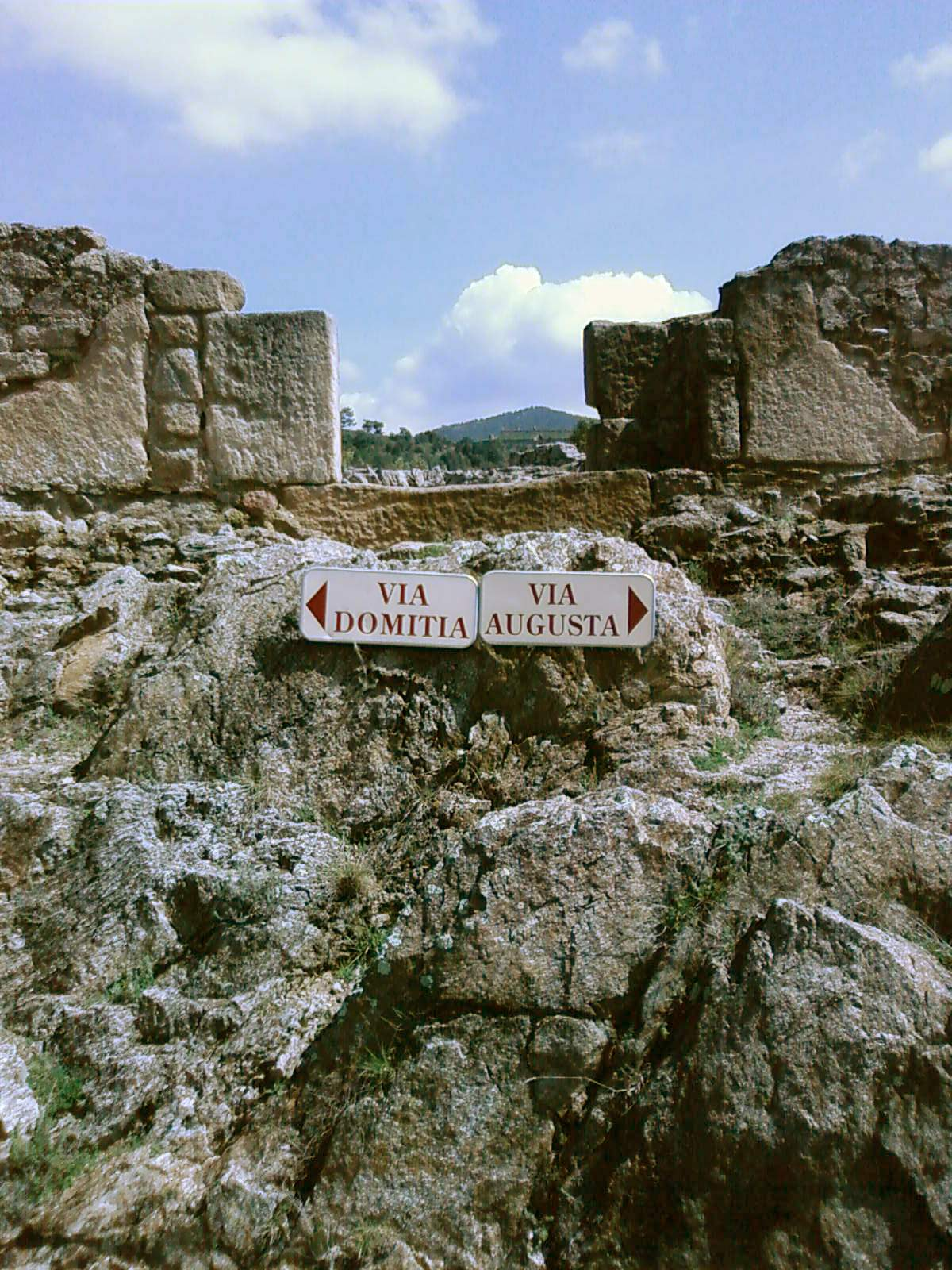
Les ruïnes romanes al Coll de Panissars, on es trobaven la Via Augusta i la Via Domícia

Al Coll de Panissars hi hagué una guarnició romana de soldats pannònics. Això donà la denominació romana de castrum pannoniorum, que amb el pas del temps evolucionà a Panoniores, Paneniares i, finalment, a Panissars, a través de les formes medievals, documentades amb relació a la seva dependència d'Arles, de Pannessiares i Panizariis. A part de les importants ruïnes de Panissars, en les quals s'han trobat fins a quatre jaciments romans diferents, i entre les quals hi ha les restes del Trofeu de Pompeu. També s'han trobat vestigis al Camp de la Torre, a la llera de la Roma, amb vestigis del Pont del Piló, uns 50 metres al sud del Pont Vell (aquest darrer del segle xv), al Mas Rimbau, on hi ha restes d'època republicana, a la mateixa plaça del poble del Pertús, ran del que havia estat el Coll del Pertús, com s'ha explicat anteriorment.

### Edat mitjana
A l'època medieval el Pertús era simplement un pas dels Pirineus que ja havia estat aprofitat des de l'antiguitat per al pas de la carena muntanyenca de la via romana que unia la península Ibèrica amb Roma, la Via Augusta cap al sud i la Via Domitia cap al nord. El Coll de Panissars tenia en aquell moment més importància, i en ell es bastiren el priorat benedictí, creat el 878 i que depenia de Santa Maria d'Arles, i hospital de viatgers de Santa Maria de Panissars i el castell de Bellaguarda, del segle xiv, anomenat també la Talaia i desaparegut en construir ja en època moderna el Castell de Bellaguarda actual.
El lloc del Pertús, inclosos Panissars i Bellaguarda, fou al llarg de tota l'Edat Mitjana lloc fronterer. De primer entre els comtats de Besalú i de Rosselló, després, amb la creació del Regne de Mallorca, frontera meridional de la part continental d'aquest regne. El 1285 es lliurà al Coll de Panissars i a la Talaia diverses batalles importants en el conflicte entre els regnes francès i català, quan Pere II el Gran hi establí el quarter general per tal d'impedir el pas cap al sud de l'exèrcit francès de Felip III l'Ardit. Pocs anys més tard es reunia a Santa Maria de Panissars la comissió encarregada de desenvolupar el tractat que tres anys abans havien signat Jaume II de Catalunya-Aragó, Jaume II de Mallorca i el papa Bonifaci VIII.

### Edat Moderna
Els fets significatius de l'Edat Moderna van lligats essencialment a fets militars. Sébastien Le Prestre de Vauban arrasà el 1677 la fortalesa del segle xiv per construir-hi, seguint el model que es coneix amb el seu nom, un nou Castell de Bellaguarda, considerat una de les millors obres de l'enginyeria militar francesa moderna. El 1688 s'acabava aquesta fortalesa, que de seguida allotjà una guarnició militar molt important, amb hospital i capella, que fins ben recentment subsistí en aquest lloc. Complementaven l'obra els contraforts de Panissars i del Pertús. Un dels fets importants esdevinguts en aquest castell fou la presa d'aquest fort el 1793, en el decurs de la Guerra Gran, després d'un setge de dos mesos emprès pel general espanyol Antonio Ricardos. Tanmateix, l'any següent un nou setge, ara encapçalat pel general francès Jacques François Dugommier, forçà la capitulació de la plaça del general Marqués de Vallesantoro.

### Edat Contemporània
Al principi, la localitat estava composta per casetes duaneres i serveis afins. L'any 1939, durant la Guerra Civil espanyola, va ser escenari d'un èxode massiu de refugiats que fugien de la repressió franquista davant l'avanç de les tropes del bàndol insurrecte respecte de la República, anomenat nacional. L'èxode va finir quan les tropes franquistes van aconseguir la posició el 9 de febrer d'aquell mateix any. Des dels anys 50, és un dels passos fronterers més importants, i també un immens nucli comercial, que té la seva continuïtat en la meitat sud-est del nucli de població, que pertany al terme de la Jonquera, actualment amb el nom oficial del Portús.
En el seu cementiri hi ha la tomba de l'historiador Antoni Rovira i Virgili, President del Parlament de Catalunya a l'exili des del 1940, que morí a Perpinyà el 1949.

## Demografia

### Demografia antiga
La població està expressada en nombre de focs (f) o d'habitants (h). El fet que el Pertús depengués en part de l'Albera i en part de les Cluses fa que no hi hagi gaires dades antigues referides únicament al poble del Pertús.
| 16 f | 16 f | 14 f | 8 f |

### Demografia contemporània
En els censos anteriors al 1851, el Pertús és inclòs en part en el de l'Albera i en part en el de les Cluses.
| Evolució de la població |      |      |      |      |      |      |      |      |
| 1851                    | 1856 | 1861 | 1866 | 1872 | 1876 | 1881 | 1886 | 1891 |
| 846                     | 846  | 638  | 829  | 703  | 625  | 556  | 617  | 607  |

| 1896 | 1901 | 1906 | 1911 | 1921 | 1926 | 1931 | 1936 | 1946 |
| ---- | ---- | ---- | ---- | ---- | ---- | ---- | ---- | ---- |
| 562  | 592  | 553  | 548  | 412  | 448  | 469  | 500  | 589  |

| 1954 | 1962 | 1968 | 1975 | 1982 | 1990 | 1999 | 2004 | 2009 |
| ---- | ---- | ---- | ---- | ---- | ---- | ---- | ---- | ---- |
| 635  | 841  | 862  | 699  | 644  | 634  | 620  | 578  | 590  |

| 2014 | - | - | - | - | - | - | - | - |
| ---- | - | - | - | - | - | - | - | - |
| 585  | - | - | - | - | - | - | - | - |

Fonts: Ldh/EHESS/Cassini fins al 1999, després INSEE a partir deL 2004

### Evolució de la població

Població 1962-2008

## Administració i política

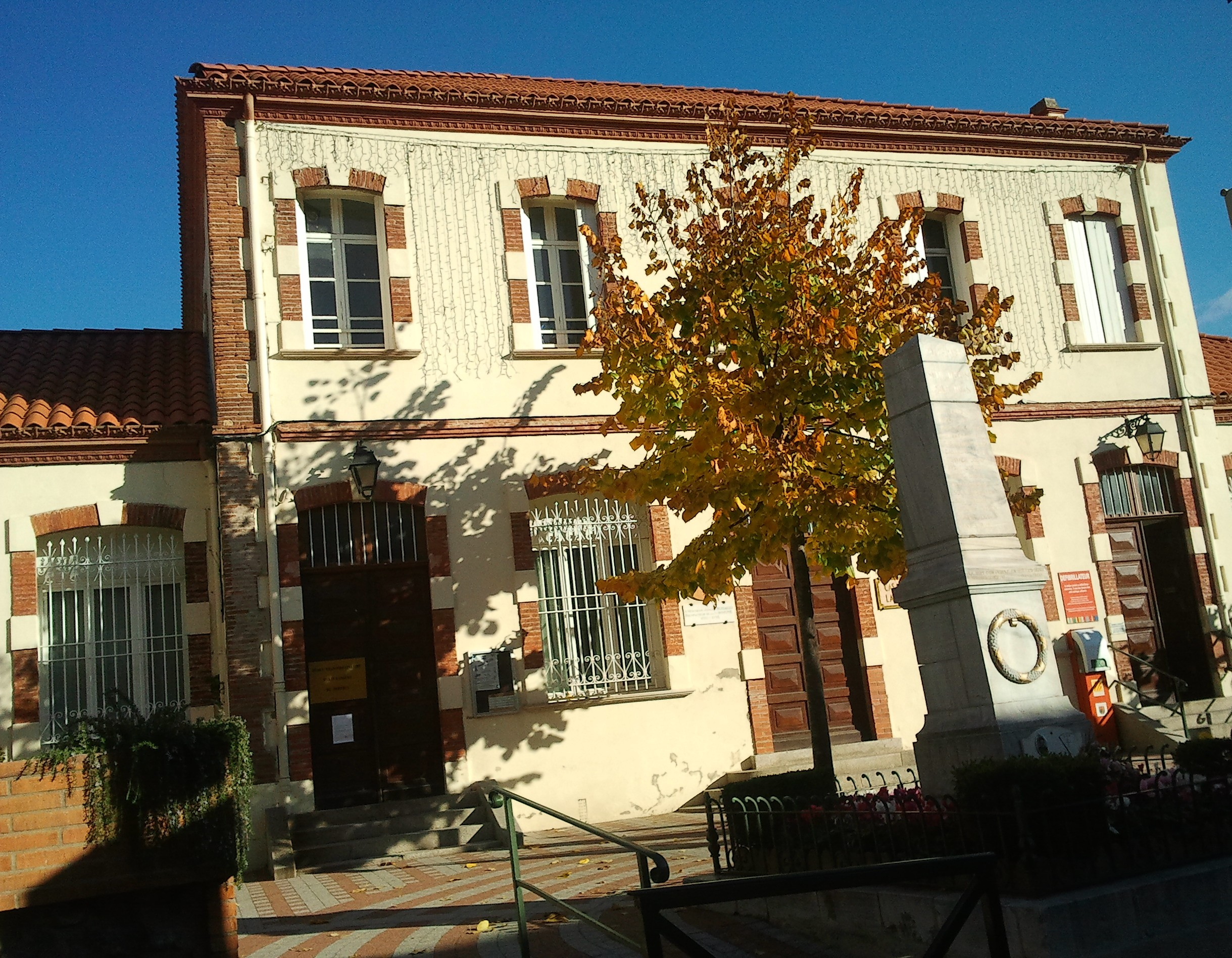
La Casa del Comú del Pertús

### Batlles
Llista d'alcaldes
| Període                                 | Nom                        | Opció política | Comentaris                                        |
| --------------------------------------- | -------------------------- | -------------- | ------------------------------------------------- |
| 1851 - 1861                             | Pierre Porra               |                |                                                   |
| 1861 - 1863                             | Sylvestre Llabour          |                |                                                   |
| 1863 - 1875                             | Sylvestre Massot           |                |                                                   |
| 1875 - 1878                             | Auguste Vinyes             |                |                                                   |
| 1878 - 1888                             | Joseph Cabanes             |                |                                                   |
| 1888 - 1891                             | Pierre Taulère             |                |                                                   |
| 1891 - 1908                             | Joseph Cabanes             |                |                                                   |
| 1908 - 1914                             | Joseph Angry               |                |                                                   |
| 1914 - 1929                             | Joseph Marty               |                |                                                   |
| 1929 - 1971                             | Joseph Casademon           |                |                                                   |
| 1971 - 1984                             | Jean-Louis Nibet           |                |                                                   |
| 1984 - 1989                             | Albert Sève                |                |                                                   |
| 1989 - 1995                             | Augustin Verdaguer         |                |                                                   |
| 1995 - 2008                             | Michèle Vert-Nibet         |                |                                                   |
| 2008 - 2014                             | Claude Picas               |                |                                                   |
| 2014 - 7 de setembre del 2015           | Albert Chiscano            |                | Dimitit, juntament amb el primer adjunt al batlle |
| 13 de novembre del 2015 - Moment actual | Marie-Hélène Ruart Lucquin |                |                                                   |

### Legislatura 2014 - 2020

#### Batlle
- Marie-Hélène Ruart Lucquin, president de totes les comissions municipals.

#### Adjunts al batlle[15]
- 1r: Stéphane Burtard, vicepresident de les comissions municipals d'Urbanisme, Via Pública i Obres i de la d'Escola, Cantina, i Manteniment, NAP i membre de les de Finances, Personal comunal i de la d'Aigua i Xarxa de sanejament
- 2n: Gilles Rubau, vicepresident de les comissions municipals de Personal comunal i de Patrimoni, Cultura, Entorn i Associacions.

#### Consellers municipals
- Roger Avellana, vicepresident de la comissió municipal de Finances i membre de les d'Urbanisme, Via Pública i Obres i Personal comunal
- Stéphane Brugat, vicepresident de la comissió municipal de Comerç i Gestió fronterera
- Raul Ceballos, vicepresident de la comissió municipal d'Esports, joventut i Animació social i membre de les d'Urbanisme, Via Pública i Obres, de la d'Electricitat i Noves tecnologies i de la i de la d'Escola, Cantina, i Manteniment
- Michel Cruzado, membre de les comissions municipals d'Urbanisme, Via Pública i Obres, de Personal comunal, de Comerç i Gestió fronterera, de la d'Electricitat i Noves tecnologies i de la d'Escola, Cantina, i Manteniment
- Francis Cubaynes, membre de les comissions municipals de Comerç i Gestió fronterera, de la d'Esports, joventut i Animació social i de la de Patrimoni, Cultura, Entorn i Associacions
- Lee Gaillard, membre de les comissions municipals d'Urbanisme, Via Pública i Obres, de la de Comerç i Gestió fronterera i de la de Patrimoni, Cultura, Entorn i Associacions
- Roland Laporta
- Bernard Morini, vicepresident de la comissió municipal d'Electricitat i Noves tecnologies i membre de la de Finances
- Mickaël Payrot, membre de les comissions municipals de Finances, de Personal comunal, de Comerç i Gestió fronterera i de la d'Aigua i Xarxa de sanejament
- Christophe Porte, membre de les comissions municipals de Finances i de Personal comunal
- Jean-Manuel Rodriguez, vicepresident de la comissió municipal d'Aigua i Xarxa de sanejament, i membre de les d'Urbanisme, Via Pública i Obres, de Finances, de Comerç i Gestió fronterera, de la d'Electricitat i Noves tecnologies i de la d'Esports, joventut i Animació social
- José Suner, membre de les comissions municipals de Comerç i Gestió fronterera, de la d'Esports, joventut i Animació social i de la de Patrimoni, Cultura, Entorn i Associacions.

### Adscripció cantonal

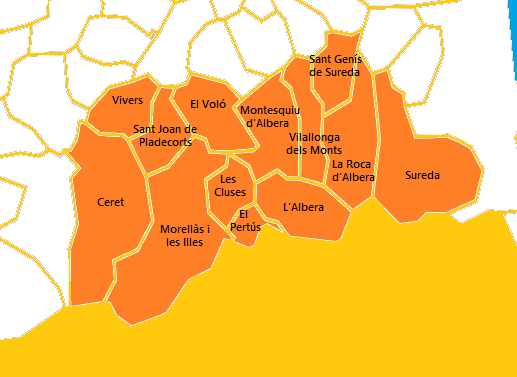
Mapa del Cantó de Vallespir - Albera

A les eleccions cantonals del 2015 el Pertús ha estat inclòs en el cantó denominat Vallespir - Albera, amb capitalitat a la vila de Ceret, amb la vila del Voló i els pobles de l'Albera, les Cluses, Montesquiu d'Albera, Morellàs i les Illes, el Pertús, la Roca d'Albera, Sant Genís de Fontanes, Sant Joan Pla de Corts, Sureda, Vilallonga dels Monts i Vivers. Hi han estat escollits com a consellers departamentals Martine Rolland, del Partit Socialista, vicepresident del Consell departamental, i Robert Garrabé, també del Partit Socialista, batlle de Sant Joan de Pladecorts i vicepresident del Consell departamental.

## Ensenyament i Cultura
El Pertús disposa d'un sol establiment d'ensenyament: l'Escola Pública del Pertús, situada a l'avinguda de França, carrer principal del poble. Per a ensenyaments superiors, els infants i joves del Pertús solen anar als col·legis o liceus de Ceret. El fet que l'escola aculli els alumnes del barri del Portús, pertanyent a la Jonquera des del 1931 ha fet que aquesta escola tingui la consideració d'escola transfronterera des del 2005, i acull un pla específic d'educació. Tanmateix, depèn exclusivament de les autoritats acadèmiques franceses.

## Pertusencs destacats
- Joan Tocabens i Rigat, escriptor, periodista i animador cultural.
- Laurent Jacquot-Defrance, pintor.